# 奥村有定
奥村 有定（おくむら ありさだ、元禄10年〈1697年〉 - 元文2年2月26日〈1737年3月26日〉）は、加賀藩年寄。加賀八家奥村宗家第7代当主。

## 来歴
父は奥村悳輝。養父は奥村有輝。初名定賢。通称内匠、隼人。兄弟は奥村明敬、横山貴林、奥村温良。養子は奥村修古、奥村純徳（香川景樹）。
元禄10年（1697年）、加賀藩家老奥村悳輝の七男として金沢に生まれる。享保10年（1725年）、藩主前田吉徳の長男勝丸（7代藩主前田宗辰）誕生の際に蟇目役を務める。享保16年（1731年）、奥村宗家奥村有輝の家督と知行を相続する。享保20年（1735年）9月、藩主吉徳の三男利和誕生の際に蟇目役を務める。同年11月、吉徳五男重靖誕生の際に蟇目役を務める。元文2年（1737年）2月26日、加賀藩江戸藩邸で死去。享年40。家督は養子修古が相続した。